# بيفل دايفيد
بيفل دايفيد (بالتشيكية: Pavel David)‏ (17 أكتوبر 1978 بيندريخوف هرادتس في التشيك - ) هو لاعب كرة قدم تشيكي في مركز الهجوم. لعب مع دينامو دريسدن وسلافيا براغ ونادي نورنبرغ وFK Arsenal Česká Lípa ‏ وFC Rot-Weiß Erfurt ‏ ونادي هالشر و1. FC Nürnberg II ‏ وSC Pfullendorf ‏.

## وصلات خارجية
- بيفل دايفيد على موقع قاعدة بيانات كرة القدم.إي يو (الإنجليزية)
- بيفل دايفيد على موقع بيانات كرة القدم. دي إي (الألمانية)
- بيفل دايفيد على موقع عالم كرة القدم.نت (الإنجليزية)